# Sádočné
Sádočné és un poble i municipi d'Eslovàquia que es troba a la regió de Trenčín. La primera menció escrita de la vila es remunta al 1339.

## Demografia
| Godina             | 1994 | 2004    | 2014   | 2024   |
| ------------------ | ---- | ------- | ------ | ------ |
| Nombre de persones | 181  | 161     | 165    | 158    |
| Diferència         |      | −11,04% | +2,48% | −4,24% |

| Godina             | 2023 | 2024   |
| ------------------ | ---- | ------ |
| Nombre de persones | 159  | 158    |
| Diferència         |      | −0,62% |